# Stratos Mpatzios
Eustratios Mpatzios, detto Stratos (in greco Ευστράτιος "Στράτος" Μπάτζιος?; ... – gennaio 2023), è stato un cestista greco.

## Carriera
Con la Grecia ha disputato i Giochi del Mediterraneo 1967 e i Campionati europei del 1967.